# Alister Clark

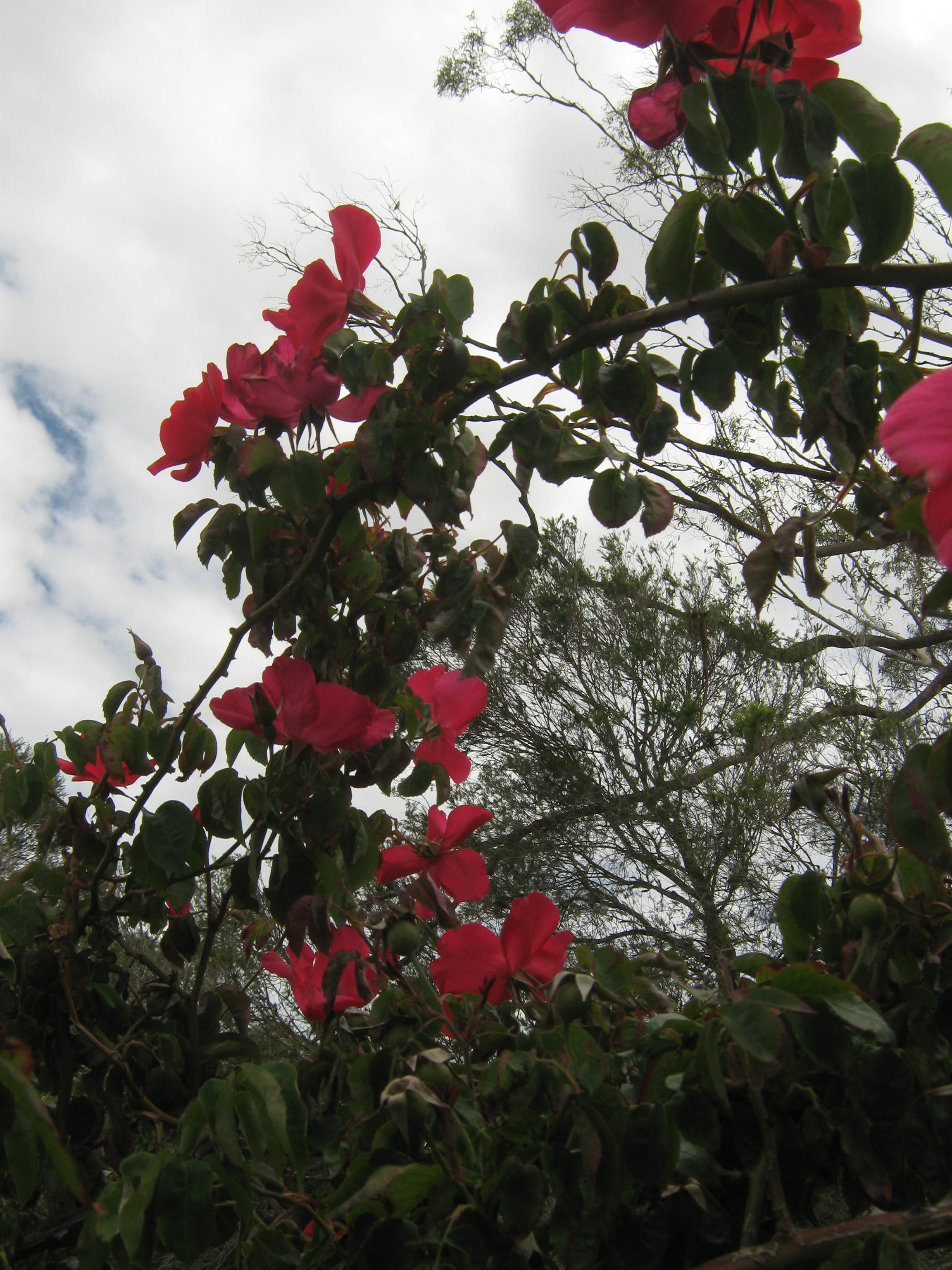
'Nancy Hayward' Solitarias flores grandes en un escalador de seis metros. Werribee Park.

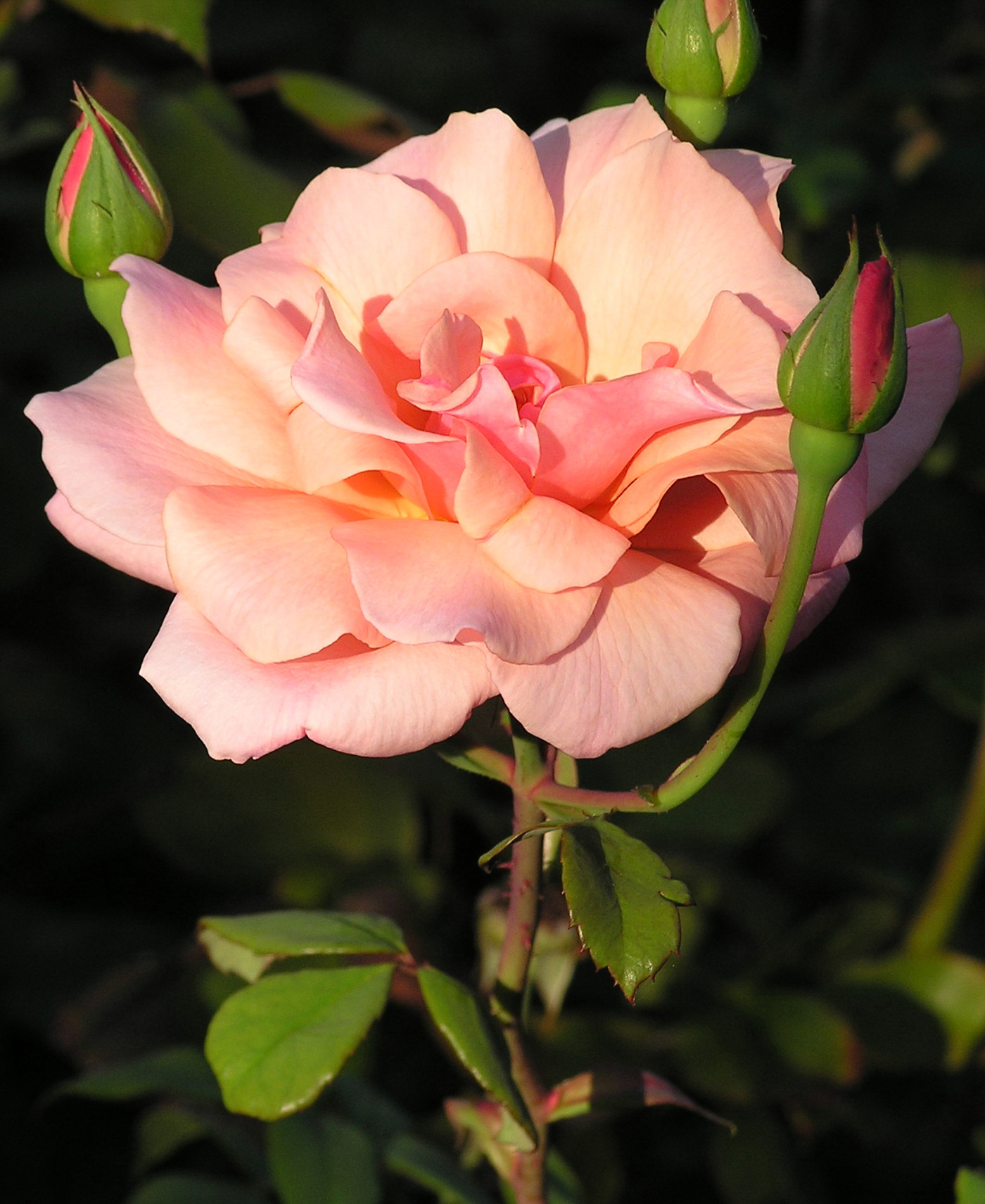
'Sunlit' 1937. Flores medianas intensamente perfumadas en un arbusto bajo, la floración durante todo el año en un clima cálido. Foto de Margaret Furness.

Alister Clark (1864–1949) fue un rosalista e hibridador de rosas australiano. Fue el más conocido y más influyente creador de rosas australiano. Sus rosas fueron las que tuvieron un grado de plantación más amplio en Australia entre las guerras mundiales; su aparición marcó una diferencia perdurable en las ciudades australianas. Sus experimentos de hibridación con Rosa gigantea estaban en primera línea y nunca han sido superados.
Muchos de sus obtentores y variedades cultivares son, aún hoy, reconocidas como rosales únicos por sus características y por lo que, en su momento, significaron: descubrimientos genuinos y creaciones originales.

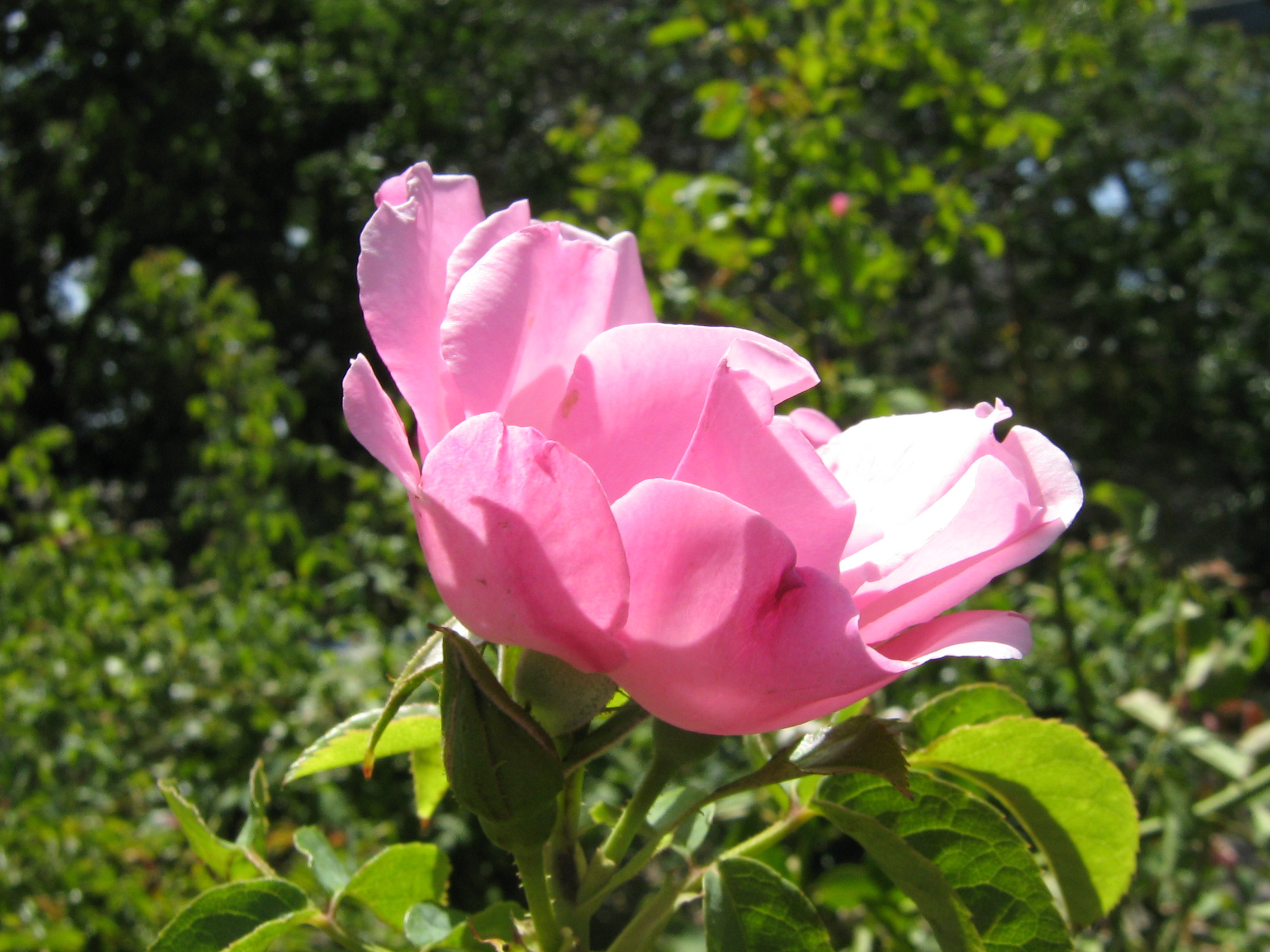
'Cicely O'Rorke' 1926, introducida en el mercado en 1937. Flores grandes, ligeramente perfumadas en un trepador de altura.

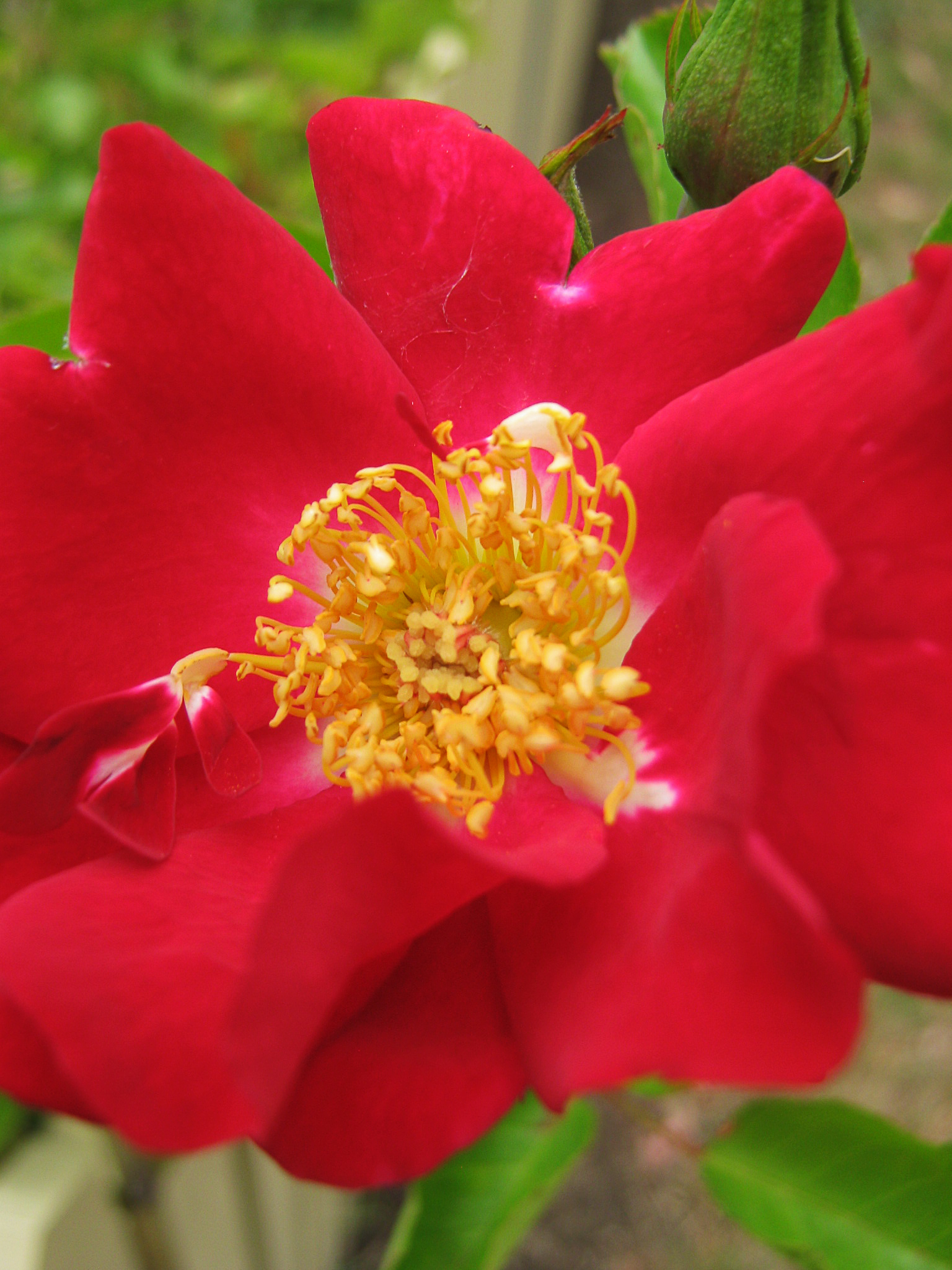
'Scorcher' 1922, rojo oscuro híbrido de Gigantea. "Un bochorno" fue la palabra en argot del inglés para un día muy caluroso.

## Biografía
Alister Clark era el hijo de un colono escocés inmigrante que hizo fortuna en Australia, dejando a su familia en herencia varias estaciones de ganado y la finca "Glenara", una gran propiedad en un valle al norte de Melbourne. Sus hijos conocían Europa así: Alister fue educado en Escocia y en Cambridge. Se casó con una rica neozelandesa con una fortuna y nunca trabajó, entregándose a la tarea de ser un caballero: cazador, jugador de polo, propietario de caballos de carreras, golfista, fotógrafo - e hibridador de rosas. Comenzó su hibridación de rosa trayendo sus primeros ejemplares de rosas de Paul & Son en Inglaterra; más tarde estos procederian del vivero Nabonnand en Golfe-Juan en la Riviera. Obtuvo unas 150 rosas entre 1912 y su muerte, por lo general por lo general las introdujo a través de los clubes de jardinería y deportivos a los que cedió los derechos de autor.

## Narcisos
Clark también fue un entusiasta criador de narcisos. En 1897 Clark se había unido a un sindicato, en el que se incluían Thomas Hanbury (creador del famoso jardín Riviera de La Mortola) y Ellen Willmott (de Warley Place), que compró las acciones de los bulbos de narcisos criados por el Rev. G. H. Engleheart. También compró la mitad de las existencias de una colección de bulbos hecha por el actor shakesperiano inglés, George Titheradge. De acuerdo con Tommy Garnett, el más conocido de los narcisos de Clark es probablemente 'Mabel Taylor', aún en el comercio y que se utiliza como parental para la cría de nuevas variedades.

## Rosas
El objetivo principal de Clark como criador era producir rosas que fueran resistentes en el clima caliente y seco en el sur de Australia. Para ello hizo uso original de las cruces de Rosa gigantea, que se produce en la segunda generación de algunos de los rosales más resistentes y más floríferos jamás criados: 'Lorraine Lee' of 1924 and 'Nancy Hayward' of 1937 have never lost public favour.  'Black Boy' de 1919, 'Lady Huntingfield' de 1937 (nombrado en honor de la esposa del gobernador del Estado) y  'Squatter's Dream' de 1923 (nombrado por un caballo de carreras) son rosas que han sido desconocidas o subestimadas fuera de Australia.
Poco después de los lentos experimentos de Clark de la Primera Guerra Mundial con Rosa gigantea. Se volvió hacia la creación de lo que son en esencia tés híbridos en una amplia variedad de formas: arbustos bajos ('Mab Grimwade'), arbustos altos ('Editor Stewart'), trepadores rampantes ('Mrs Richard Turnbull'), rosas de pie en forma de copa ('Princeps'), rosas para setos ('Sunny South'), rampantes  ('Gladsome') y miniaturas ('Borderer'). Clark parece no haber tenido ninguna planificación de cría más allá de hacer tantos cruces como fuera posible en “Glenara” y visto lo que le ocurrió. Sus motivos se convirtieron en "un vasto vivero para la propagación de las rosas y los narcisos.” Según dijo, las rosas deben ser probadas en el clima para el que estaban destinados. Clark insistió en que una plántula (como un año de edad) toma tres años para demostrar lo que puede hacer.
Quizás es sorprendente para un hombre que llevaba un sombrero hongo y cuello de pajarita a las carreras en 1920, pero sus rosas tienen las rosas brillantes, albaricoques crema y rosados rojos duros de sabor entre-guerras. Fue la gran época de la rosa única o casi única; crio 'Nancy Hayward,' 'Cicely Lascelles' y 'Squatter's Dream'. Es difícil decir cómo eran las rosas que produjo en la década de 1930 y la década de 1940 pues las 40 rosas que produjo en este periodo, se perdieron víctimas de la guerra. En algunos casos, esas rosas de periodos totales, tienen irregularidades que las hacen más atractivas.
Veinte años después de su muerte en 1949 Alister Clark siguió siendo el más importante criador de rosas de Australia. A.S. Thomas fue el registrador australiano de rosas y presidente de la Sociedad Nacional de la Rosa de Victoria. La edición de 1967 de su Better Roses imprime una lista de los ochenta "cultivares altamente apreciadas" de Australia y Nueva Zelanda. Veinte de ellos son rosas por Alister Clark. Siete son por Frank Riethmuller. No hay otros tipos de reproductores de más de dos.
'Lorraine Lee,' 'Nancy Hayward' y 'Black Boy' no han desaparecido de los catálogos de los viveristas. Otras rosas de Clark rosas pasaron de moda después de su muerte. Y otros se perdieron o nunca puestos en circulación. Aunque muchas se han restablecido, desde la década de 1990, por aficionados como la escritora Susan Irvine y el viverista John Nieuwesteeg. Un epígrafe de Charles Quest-Ritson en Climbing Roses of the World dice simplemente "Alister Clark: el más grande hibridista de rosas de Australia."

## Nombres de rosas y dedicatorias
La mayoría de las rosas de Clark llevan el nombre de y para las mujeres que conocía, la mayoría de las veces de familias terratenientes ('Cicely Lascelles,' 'Kitty Kininmonth'). La mayoría de las mujeres de su propia familia y todas las esposas de los gobernadores de Victoria y gobernadores generales de Australia tenían rosas nombrados por ellas. Zara Hore-Ruthven, condesa de Gowrie ('Lady Gowrie') ya tenía uno, así que de ella tuvo que ser llamado 'Zara Hore-Ruthven'. Muy pocos hombres recibieron rosas, todos ellos personas se levantaron en una forma u otra. Mucho más se dedican a los caballos de carreras: 'Squatter's Dream,'  'Tonner's Fancy,' 'Flying Colours' y así sucesivamente. Referentes al campo son títulos descriptivos: 'Sunny South,' 'Borderer' y 'Daydream.'  'Scorcher' y 'Billy Boiler' fueron expresiones en argot de inglés para un día caluroso.

Obtentores
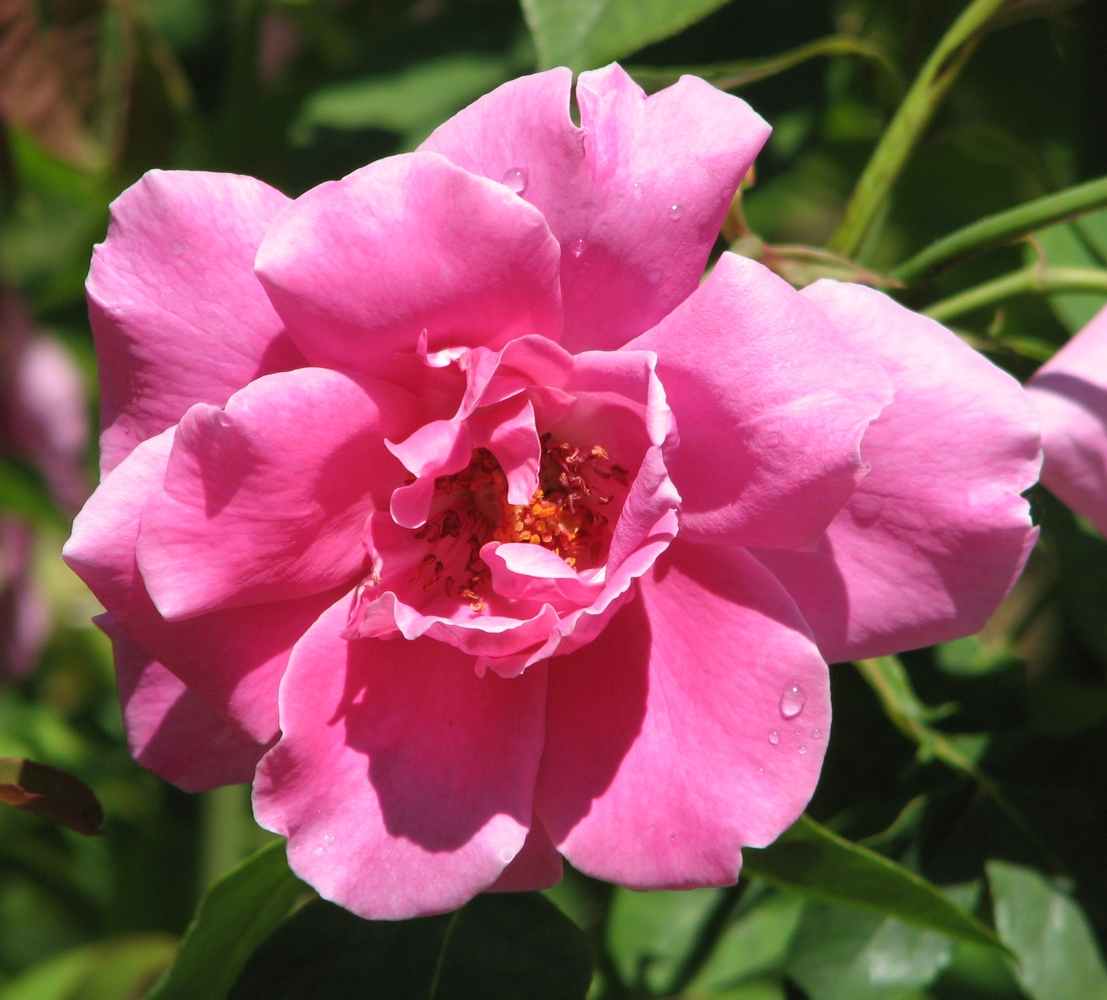
'Mrs Fred Danks' 1951. Flores bien perfumadas de 9 cm de color malva-lila-violeta en un arbusto de dos metros; remontante. Jardín Botánico de Geelong.
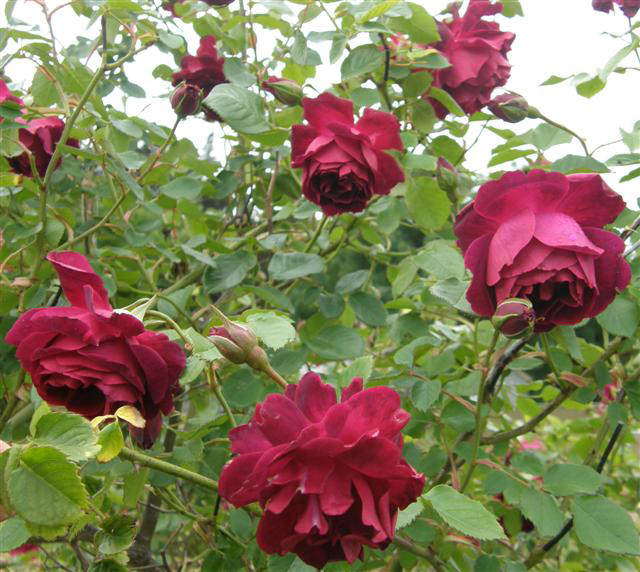
'Black Boy' a principios de primavera. Ricamente perfumado, trepando a cuatro metros. Fotografía de Margaret Furness.
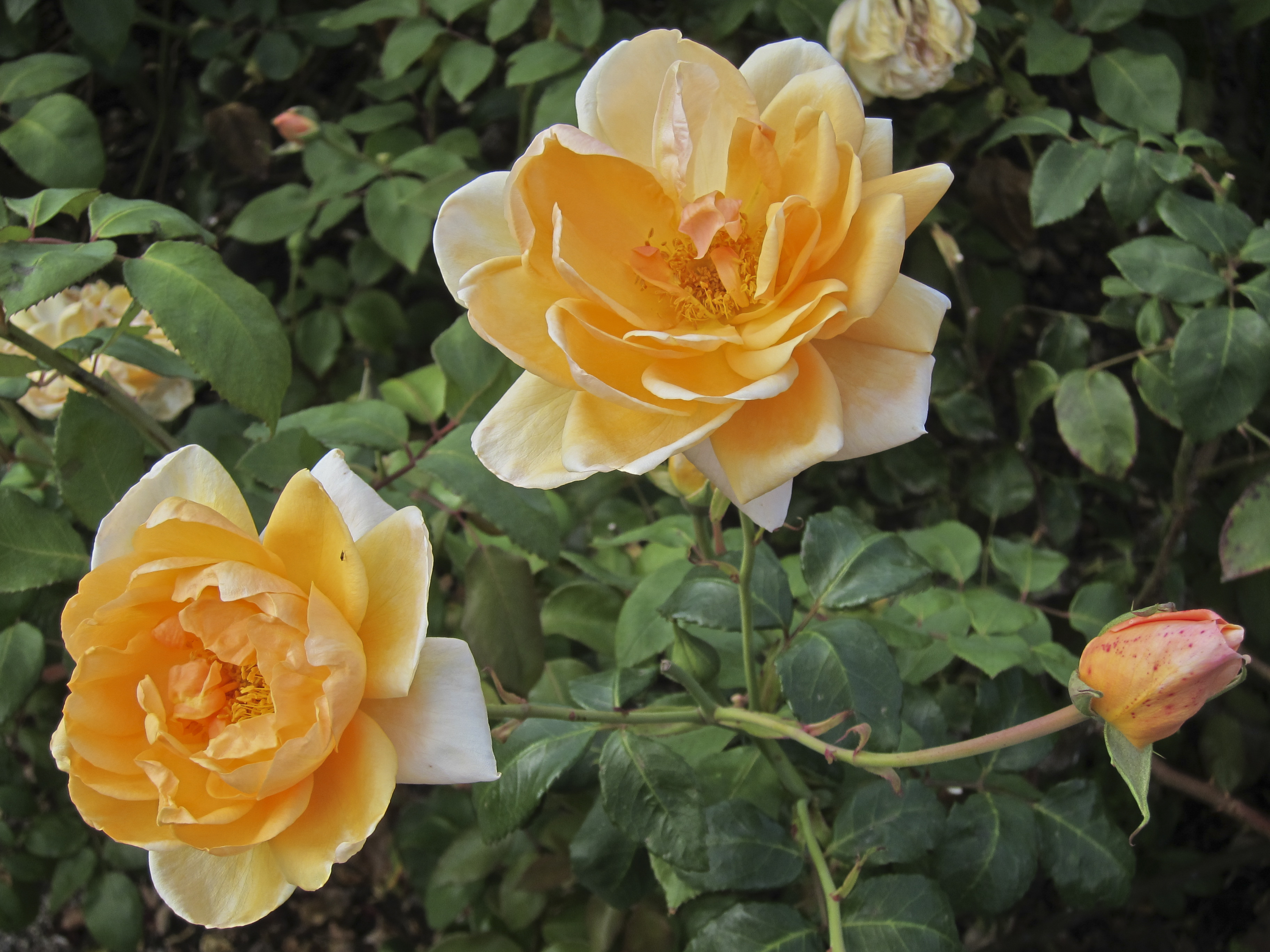
'Lady Huntingfield' flores perfumadas de 10 cm, muy remontantes en un arbusto bajo. Fotografía en el "Werribee Park".
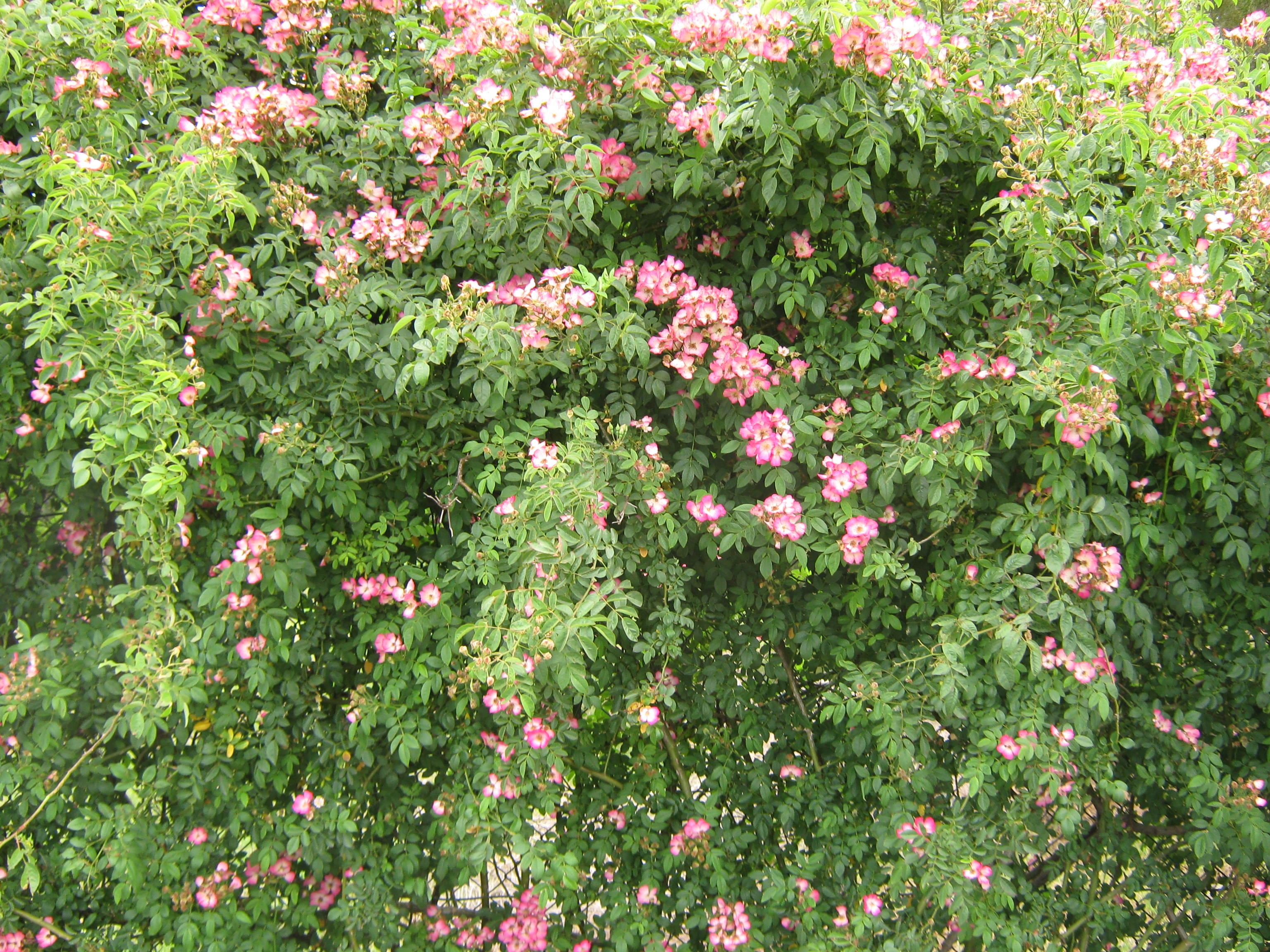
'Gladsome' rosal trepador 1937 en el Werribee Park.
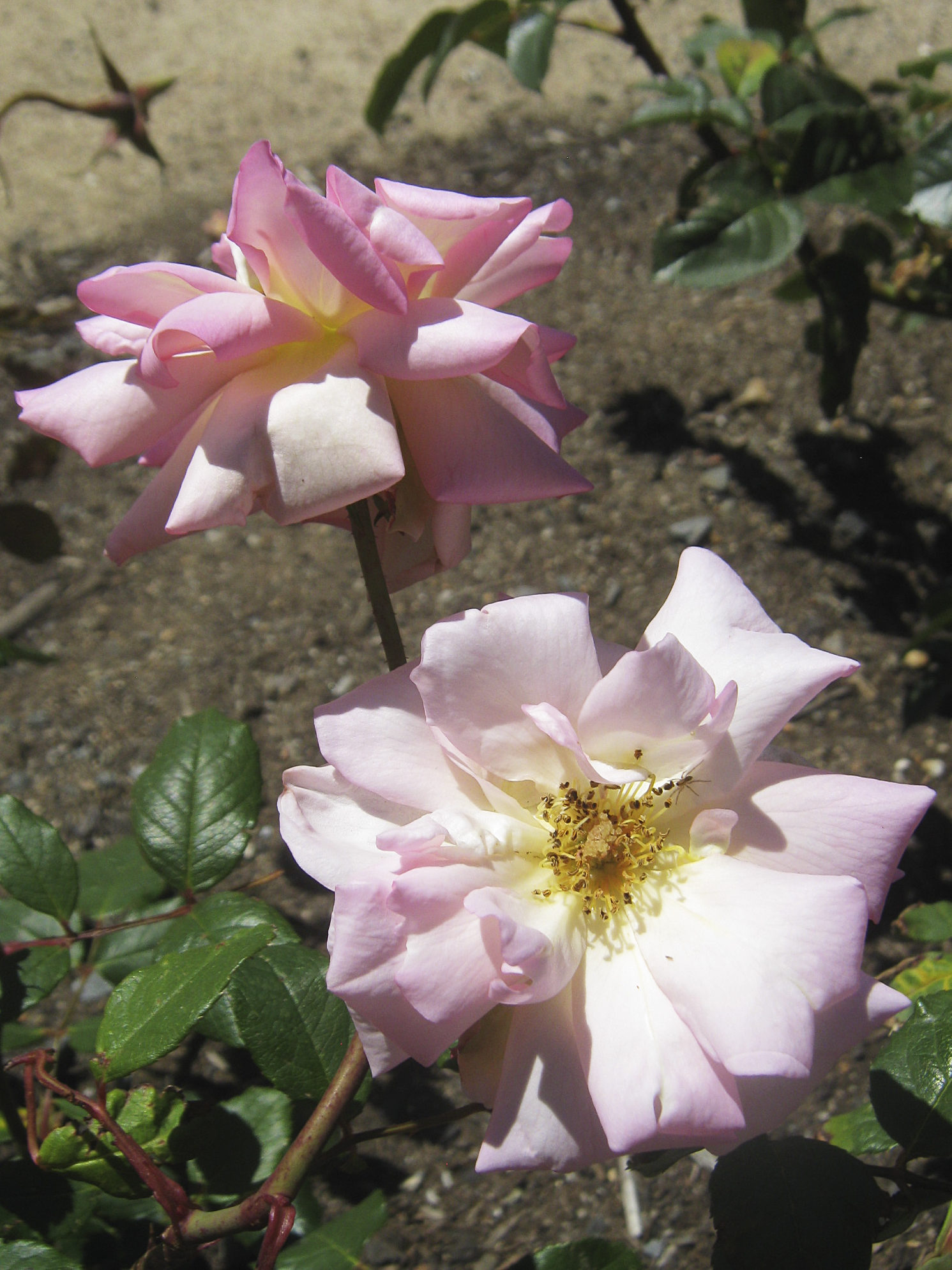
'Sunny South' 'Sunny South'. En el Nieuwesteeg Heritage Rose Garden.